# Desmidorchis acutangula
Desmidorchis acutangula är en oleanderväxtart som beskrevs av Joseph Decaisne. Desmidorchis acutangula ingår i släktet Desmidorchis och familjen oleanderväxter. Inga underarter finns listade i Catalogue of Life.